# Bino Cicogna
Bino Cicogna, alla nascita Giuseppe Ascanio Cicogna Mozzoni (Roma, 29 novembre 1935 – Rio de Janeiro, 17 dicembre 1971), è stato un produttore cinematografico, sceneggiatore e nobile italiano.

## Biografia
Fratello di Marina Cicogna (con cui guidò negli anni sessanta la casa di produzione e distribuzione cinematografica Euro International Films), ha iniziato l'attività di produttore con il film I quattro dell'Ave Maria nel 1968, di cui è stato anche sceneggiatore.
Era cugino dell'attrice Esmeralda Ruspoli. Con la sua Finanziaria San Marco ha prodotto talvolta film con la Clesi Cinematografica.
Fu premiato nello stesso anno con il David di Donatello per la pellicola C'era una volta il West. Nel 1969 ha prodotto Nell'anno del Signore, Il prof. dott. Guido Tersilli primario della clinica Villa Celeste convenzionata con le mutue e Gli intoccabili.
Sposatosi il 23 aprile 1962 con Gioconda Gallardo Moreno, da cui poi si separò, ebbe due figli: Gianfranco (nato a Milano il 29 settembre 1962 e morto in Sudafrica il 30 giugno 2012 in un incidente aereo in volo acrobatico) e Gianluca. Venne sommerso dai debiti e nel 1971 la Finanziaria San Marco era già prossima al fallimento. Nel 1972 il suo nome venne coinvolto nello scandalo del Number One, popolare night club romano finito al centro di un'inchiesta per un giro di cocaina.
È morto suicida soffocandosi con il gas a Rio de Janeiro. È sepolto a Bisuschio.

## Filmografia
- I quattro dell'Ave Maria, regia di Giuseppe Colizzi (1968) – produttore e anche collaboratore alla sceneggiatura, non accreditato
- C'era una volta il West, regia di Sergio Leone (1968) – produttore
- Gli intoccabili, regia di Giuliano Montaldo (1969) – produttore
- Nell'anno del Signore, regia di Luigi Magni (1969) – produttore
- Mio zio Beniamino - L'uomo dal mantello rosso, regia di Edouard Molinaro (1969) – co-produttore, non accreditato
- Il prof. dott. Guido Tersilli primario della clinica Villa Celeste convenzionata con le mutue, regia di Luciano Salce (1969) – produttore
- I cannibali, regia di Liliana Cavani (1970) – co-produttore

## Riconoscimenti
- David di Donatello
  - 1969 – Miglior produttore per C'era una volta il West